# إريك سايكس
إريك سايكس (بالإنجليزية: Eric Sykes) هو كاتب سير ذاتية وكاتب سيناريو ومخرج وممثل بريطاني، ولد في 4 مايو 1923 بأولدهام في المملكة المتحدة، وتوفي في 4 يوليو 2012 في المملكة المتحدة.

## أعمال

### أفلام
- (2001) الآخرون[7]
- (2005) هاري بوتر وكأس النار
- (2007) سن أوف رامباو[8]

## وصلات خارجية
- إريك سايكس على موقع IMDb (الإنجليزية)
- إريك سايكس على موقع الموسوعة البريطانية (الإنجليزية)
- إريك سايكس على موقع ألو سيني (الفرنسية)
- إريك سايكس على موقع ميوزك برينز (الإنجليزية)
- إريك سايكس على موقع تيرنر كلاسيك موفيز (الإنجليزية)
- إريك سايكس على موقع أول موفي (الإنجليزية)
- إريك سايكس على موقع قاعدة بيانات الأفلام السويدية (السويدية)
- إريك سايكس على موقع إن إن دي بي (الإنجليزية)
- إريك سايكس على موقع قاعدة بيانات الفيلم (الإنجليزية)
- إريك سايكس على موقع كينوبويسك (الروسية)